# Гагарин, я вас любила
«Гагарин, я вас любила» — документальный фильм киностудии «Контакт» (Украина) и второго канала немецкого телевидения ZDF (Германия).

## Сюжет
Этот фильм — личный взгляд режиссёра Валентины Руденко на эпоху 60-х годов, на полёт первого человека в космос через призму смены общественных формаций, распада СССР и начавшейся перестройки в России. Фильм рассказывает о семье Юрия Гагарина до трагической гибели космонавта, о любви и жизненных переживаниях его жены Валентины после потери мужа.
В фильме снимались близкие родственники Юрия Гагарина: жена Валентина Ивановна, сестра Зоя Бруевич-Гагарина, племянница Тамара Гагарина, а также водитель Юрия Гагарина Федор Демчук, парикмахер Игорь Хохлов, сотрудник мемориального музея Юрия Гагарина Людмила Демина.

## Съёмочная группа
- Автор сценария и режиссёр: Валентина Руденко[2]
- Оператор: Владимир Гуевский
- Консультант Валентина Пономарева
- Звукооператор: Виктор Щиголь
- Монтаж: Элеонора Дудикова
- Директор картины: Аркадий Карпиловский, Сергей Чеканов
- Продюсеры: Александр Роднянский[3], Борис Фуксман

## Награды
Фильм получил гран-при кретейского кинофестиваля в Париже за лучший документальный фильм.

## Критика
Фильм был подвергнут критике со стороны Льва Данилкина — биографа первого космонавта, автора книги «Юрий Гагарин» из серии «Жизнь замечательных людей». В интервью газете «Комсомольская правда», отвечая на вопрос «Почему вдова Гагарина так закрыта от журналистов?», он высказал своё мнение, что «… гагаринская вдова там (в фильме) показана несколько свысока — советская неправильная женщина, которая прожила неправильную жизнь и которой следовало бы многому научиться… Я думаю, — не знаю, а думаю — что именно после того, как она посмотрела этот фильм, перестала пускать в свою жизнь вообще кого бы то ни было».
Это мнение поддерживает журналист Игорь Буккер: «… Валентина Ивановна Гагарина, вдова Юрия Алексеевича, не горит желанием давать интервью. И прежде засекреченная, в нынешнем медийном беспределе она и вовсе спряталась от настырных репортеров и бесцеремонных телевизионщиков. Достаточно назвать фильм «Гагарин, я вас любила», чтобы на всю оставшуюся жизнь возненавидеть это вездесущее племя».